# Чхуе Юл
В това корейско име фамилията Чхуе стои пред личното име.
Чхуе Юл (на корейски: 최율,崔冽) е южнокорейски екологичен активист, носител на наградата „Голдман“ за екология през 1995 г.
Лидер на Корейската федерация на екологичните движения, Чхуе Юл привлича общественото внимание към проблемите на околната среда и мобилизира силна съпротива срещу построяването на съоръжение за депониране на ядрени отпадъци на остров Онсан.

## Биография
Чхуе Юл отстоява възгледите си още като лидер на студентско движение и впоследствие е затворен за дейността си през 70-те години на XX век. През шестте години в затвора той усилено чете литература, свързана с екологичните проблеми, които са пренебрегвани от обществото като несъществени. След излежаване на присъдата си основава първата екологична неправителствена организация в Южна Корея - Корейски изследователски институт по екологични проблеми. Тя се обявява срещу широко разпространеното замърсяване, причинено от бързата индустриализация на страната.
Чхуе Юл вдъхновява хората да търсят правата си за здравословна околна среда. Движението му често среща съпротива от правителството. Чхуе успява да евакуира общности, засегнати от болести, предизвикани от токсични отпадъци в крайбрежния град Онсан. Екологичните проблеми са ключови за демократичното движение, което е предпоставка за смяната на военното с цивилното управление на страната.
През 1988 г. Чхуе заема поста председател на Корейското движение против замърсяването (КДПЗ). Тъй като Южна Корея е силно зависима от атомната енергия, Чхуе решава да информира корейското общество за проблемите с ядрените отпадъци. В резултат на дейността си Чхуе е поставен под домашен арест, което на свой ред предизвиква анти-ядрени настроения. Хиляди хора участват в протестите и подписват петиции срещу построяването на нови атомни електроцентрали. През 1990 г. демонстрация от 20 000 души спира плана за изграждане на съоръжение за ядрени отпадъци на остров Анмьон.
През 1993 г. Чхуе организира активисти в цялата страна, като обявява създаването на Корейската федерация на екологичните движения (КФЕД), най-голямата екологична организация в Корея. Като неин генерален секретар, Чхуе инициира в обществото бойкот на производители, замърсяващи околната среда, докато продължава противопоставянето си на политиката на Корейското правителство за развитие на атомната енергия.
Чхуе получава награда „Голдман“ за екология през 1995 г. Използва субсидията си, за да създаде Корейския екологичен център. Центърът се стреми да отговори на потребностите на екологичното движение, като предоставя екологично образование на деца, разнообразна информация за околната среда на корейски граждани и възможности за участие в мрежата от съмишленисти, обединени от екологичните идеи. Програмите на центъра постепенно се включват в дейността на Корейската зелена фондация, която е част от визията на Чхуе за трансгранично сътрудничество за климатични промени.
През септември 2013 г. Чхуе получава едногодишна присъда за работата си срещу проекта „Четири реки“, предложение за мащабно развитие, лансиран от правителството. Чхуе Юл е освободен в началото на 2014 г. и насочва усилията си към установяване на екологично сътрудничество в Тихоокеанския регион.